# NGC 5521
NGC 5521 é uma galáxia espiral (S?) localizada na direcção da constelação de Virgo. Possui uma declinação de +04° 24' 31" e uma ascensão recta de 14 horas, 15 minutos e 23,7 segundos.
A galáxia NGC 5521 foi descoberta em 10 de Abril de 1828 por John Herschel.